# Nortonella tectoria
Nortonella tectoria är en kvalsterart som först beskrevs av Wen och Chen 1992.  Nortonella tectoria ingår i släktet Nortonella och familjen Gymnodamaeidae. Inga underarter finns listade i Catalogue of Life.